# Mienie
Mienie – termin oznaczający w zależności od kontekstu:
- w znaczeniu ogólnym – ogół rzeczy i zwierząt będących czyjąś własnością;
- w polskim języku prawnym – własność i inne prawa majątkowe (art. 44 kodeksu cywilnego);
- w ekonomii – aktywa majątkowe.

Mienie obejmuje wszystkie prawa podmiotowe majątkowe. Pasywa nie wchodzą w skład mienia, ale ciążą na majątku. Każdy podmiot ma w zasadzie jeden majątek.

## Mienie w ujęciu cywilnoprawnym na podstawie prawa polskiego
W ujęciu cywilnoprawnym słowo to ma uszczegółowiony zakres. Definicję mienia zawiera przepis w polskim kodeksie cywilnym (Księga Pierwsza – Tytuł III. Mienie). Art. 44 brzmi „Mieniem jest własność i inne prawa majątkowe”. Oznacza to, że chodzi wyłącznie o aktywa. Pasywa nie wchodzą w zakres tego pojęcia. Ogół aktywów to majątek danego podmiotu. Dodatkowo o mieniu – w przeciwieństwie do majątku – można mówić bez odnoszenia go do określonej osoby.

## Mienie w pojęciu karnoprawnym na podstawie prawa polskiego
Polskie prawo karne wypracowało system ochrony własności jak i samego mienia, ustanawiając je w części szczególnej – rozdziału XXXV – Przestępstwa przeciwko mieniu – Kodeksu karnego.
W tym zakresie znajdują się takie spenalizowane czyny zabronione, jak:
- kradzież (art. 278);
- kradzież z włamaniem (art. 279);
- rozbój (art. 280);
- kradzież rozbójnicza (art. 281);
- wymuszenie rozbójnicze (art. 282);
- przywłaszczenie (art. 284);
- kradzież impulsów telefonicznych (art. 285);
- oszustwo (w tym komputerowe) (art. 286 i 287);
- zniszczenie mienia (art. 288);
- zabór pojazdu w celu krótkotrwałego użycia (art. 289);
- nielegalny wyrąb drzewa w lesie (art. 290);
- paserstwo umyślne i nieumyślne (w tym programu komputerowego) (art. 291–293);
- przestępstwa przeciwko mieniu wojskowemu (art. 358–363).

Kodeks karny operuje znaczeniem mienia znacznej i wielkiej wartości. W przypadku popełnienia jednego z przestępstw z zakresu „art. 278 § 1 lub 2, art. 284 § 1 lub 2, art. 285 § 1, art. 286 § 1, art. 287 § 1, art. 288 § 1 lub 3, lub w art. 291 § 1” na mieniu znacznej wielkości kara zostaje obostrzona – od roku do lat 10 pozbawienia wolności (art. 294).